# Rupert Vierlinger
Rupert Vierlinger (* 12. Mai 1932 in Kasten, Oberösterreich; † 13. Jänner 2019 in Linz, Oberösterreich) war ein österreichischer Pädagoge und Hochschullehrer. Er unterrichtete und forschte in Linz und Passau auf dem Gebiet der Schulpädagogik mit den Schwerpunkten Schulentwicklung und Unterrichtsanalyse.

## Leben
Rupert Vierlinger kam 1932 als zweites von fünf Kindern eines – später von ihm selbst so bezeichneten – Kleinhäusler-Ehepaares im Dorf Kasten in der Mühlviertler Gemeinde St. Peter am Wimberg zur Welt. Er wuchs in bescheidenen Verhältnissen auf und verarbeitete seine Kindheitserinnerungen in dem 1985 erstmals veröffentlichten Buch Mandlhut und Stadlhenn. Nach der Matura am bischöflichen Lehrerseminar Linz arbeitete er ab 1953 zwei Jahre lang als Volksschullehrer in Freistadt. Danach unterrichtete er bis 1960 an der Albertus-Magnus-Hauptschule und studierte gleichzeitig Pädagogik, Pädagogische Psychologie, Philosophie und Kunstgeschichte an der Universität Wien. Während er nebenbei an einer Übungsschule wirkte, promovierte er mit einer Dissertation zum Thema Lenkung und Unterstützung der Leseinteressen bei Knaben der reifen Kindheit.
Ab 1965 war Vierlinger zwei Jahre lang Assistent des Lehrstuhls für Pädagogische Psychologie an seiner Alma Mater. 1967 wurde er mit dem Aufbau der Pädagogischen Akademie der Diözese Linz betraut und kehrte in sein Heimatbundesland zurück. 1973 gründete er an der Akademie eine Übungsschule, in der er erstmals das Modell einer „echten“ Gesamtschule vorstellte. 1980 wurde er ordentlicher Professor für Schulpädagogik an der Universität Passau. Anlässlich seiner Pensionierung im Jahr 1997 würdigten ihn Helmut Heid und Susanne Popp mit der Festschrift Grundrisse einer humanen Schule. Seinen Ruhestand verbrachte er mit Klavierspielen sowie Wandern, Rad- und Skifahren, schrieb aber weiterhin Fachbücher und verfasste unter anderem Beiträge für die Oberösterreichischen Nachrichten.
Rupert Vierlinger war seit 1957 mit Mathilde verheiratet. Der älteste Sohn des Paares, Thomas, war bis zu seinem Tod 1988 Chordirektor an der Oper Dortmund, Sohn Marcellinus ist Facharzt für Gynäkologie in Wien, Tochter Lydia Professorin für Gesangspädagogik an der Universität für Musik und darstellende Kunst Wien. Nach längerer Krankheit starb Vierlinger 2019 im Alter von 86 Jahren und wurde auf dem Bergfriedhof Pöstlingberg beigesetzt. Er hinterließ seine Frau, die beiden Kinder, Enkel und Urenkel.

## Werk
Rupert Vierlingers wissenschaftliches Werk umfasst sieben Monographien sowie knapp 200 Artikel in diversen fachspezifischen Periodika. Aufbauend auf seiner 15-jährigen Lehrtätigkeit an Primar- und Sekundarschulen vertrat er das Konzept der Gesamtschule der zehn- bis 14-Jährigen mit innerer Differenzierung und alternativer Leistungsbeurteilung ohne Ziffernnoten. Während seiner Lehr- und Forschungstätigkeit in Linz entwickelte er an der Übungsschule die „direkte Leistungsvorlage“ nach dem Portfolio-Konzept, über die er 1975 und 1978 erstmals publizierte. Vierlinger plädierte auch medial immer wieder für die Gesamtschule und eine Abschaffung der herkömmlichen Ziffernbenotung und trat 1989 aus Protest gegen die starre Bildungspolitik der Österreichischen Volkspartei öffentlichkeitswirksam aus der Parteiorganisation ÖAAB aus.
In seinem 2011 erschienenen Buch Schulerfahrung & Schulreform fasste er seine Idee einer „Schule der Menschlichkeit“ zusammen:

„Wir brauchen die Schule der Menschlichkeit. Niemand kann ohne Anerkennung leben. Der Wunsch nach sozialer Akzeptanz ist nun einmal eine anthropologische Grundkonstante. Die echte Gesamtschule ist jene Erfindung, die in der Lage ist, diesen Teufelskreis der Ausgrenzung, der Selektion, des Wettbewerbs und der Beschämung zu durchbrechen. Sie gibt den schwachen Schülern die Vorbilder zurück und befreit sie aus ihren Ghettos, in welchen sich der desinteressierte Blick des einen im desinteressierten Auge des anderen spiegelt und das Ergebnis ‚null Bock‘ ist. Das Klima, das in unseren Schulen herrscht, der Umgangston, die Formen der Konfliktbewältigung, das Ethos des Zusammenlebens werden zu Schicksalsfragen für das Kind und seine Bildung.“

## Bibliografie
- Buchpädagogik in der reifen Kindheit. Reinhardt, München 1964, 95 S. (zuvor unter anderem Titel Dissertation 1960 an der Universität Wien)
- Durchkomponierte Schulreform. Wissenschaftliche Veröffentlichungen des Pädagogischen Instituts für Oberösterreich Nr. 10, Oberösterreichischer Landesverlag, Linz 1972, ISBN 978-3-8521-4097-1, 171 S.
- Innere Differenzierung. Theorie und Praxis der Individualisierung im Unterricht. Oberösterreichischer Landesverlag, Linz 1974, 212 S.
- Unterrichtswissenschaft – Unterrichtslehre. Band 1. Jugend & Volk, Wien/München 1974, ISBN 3-714-15918-5, 53 S.
- Unterrichtswissenschaft – Unterrichtslehre. Band 2. Jugend & Volk, Wien/München 1975, ISBN 3-714-15919-3, 74 S.
- Reflexionen aus Erziehungswissenschaft und Didaktik. Oberösterreichischer Landesverlag, Linz 1975, ISBN 978-3-8521-4130-5, 169 S.
- Perspektiven einer humanen Schule. Wissenschaftliche Veröffentlichungen des Pädagogischen Instituts für Oberösterreich Nr. 14, Oberösterreichischer Landesverlag, Linz 1978, ISBN 3-852-14175-3, 174 S.
- Mandlhut und Stadlhenn. Kindheitsgeschichten. Verlag St. Gabriel, Mödling/Wien 1985, ISBN 978-3-8526-4237-6, 118 S.
- Das Schulkreuz der Lehrer. Disziplinstörungen und Unterricht. Jugend & Volk, Wien 1990, ISBN 978-3-2241-5937-2, 323 S.
- Die offene Schule und ihre Feinde. Jugend & Volk, Wien 1993, ISBN 978-3-7100-0062-1, 186 S.
- Leistung spricht für sich selbst. „Direkte Leistungsvorlage“ (Portfolios) statt Ziffernzensuren und Notenfetischismus. Dieck, Heinsberg 1999, ISBN 978-3-8980-3601-6, 143 S.
- Steckbrief Gesamtschule. Böhlau, Wien 2009, ISBN 978-3-2057-8324-4, 289 S.
- Schulerfahrung & Schulreform. Stationen eines Lehrerlebens. Wagner Verlag, Linz 2011, ISBN 978-3-902330-57-4, 320 S.
- Zeitgemäße Leistungsbeurteilung. Bundesministerium für Unterricht, Kunst und Kultur, Jugend & Volk, Wien 2012, ISBN 978-3-7100-2488-7, 220 S. (mit Elfriede Schmidinger)

## Auszeichnungen
- Goldenes Ehrenzeichen für Verdienste um die Republik Österreich
- 1997: Kulturpreis des Landes Oberösterreich
- 2008: Ehrenzeichen für Verdienste um die Oberösterreichische Jugend